# Storia della Trentino Volley
La Storia della Trentino Volley, società pallavolistica italiana per azioni con sede a Trento, si estende per un decennio, il primo del III millennio. Il club, fondato appositamente per acquisire il titolo sportivo di un'altra società, partecipa dal suo primo anno alla massima serie del campionato italiano di pallavolo maschile. Da sempre presieduta dall'imprenditore trentino Diego Mosna, la squadra ha saputo raggiungere, nel giro di soli dieci anni, i massimi livelli nella pallavolo mondiale, confermata dalla conquista nel 2009 del titolo di Campione del Mondo.

## Le origini

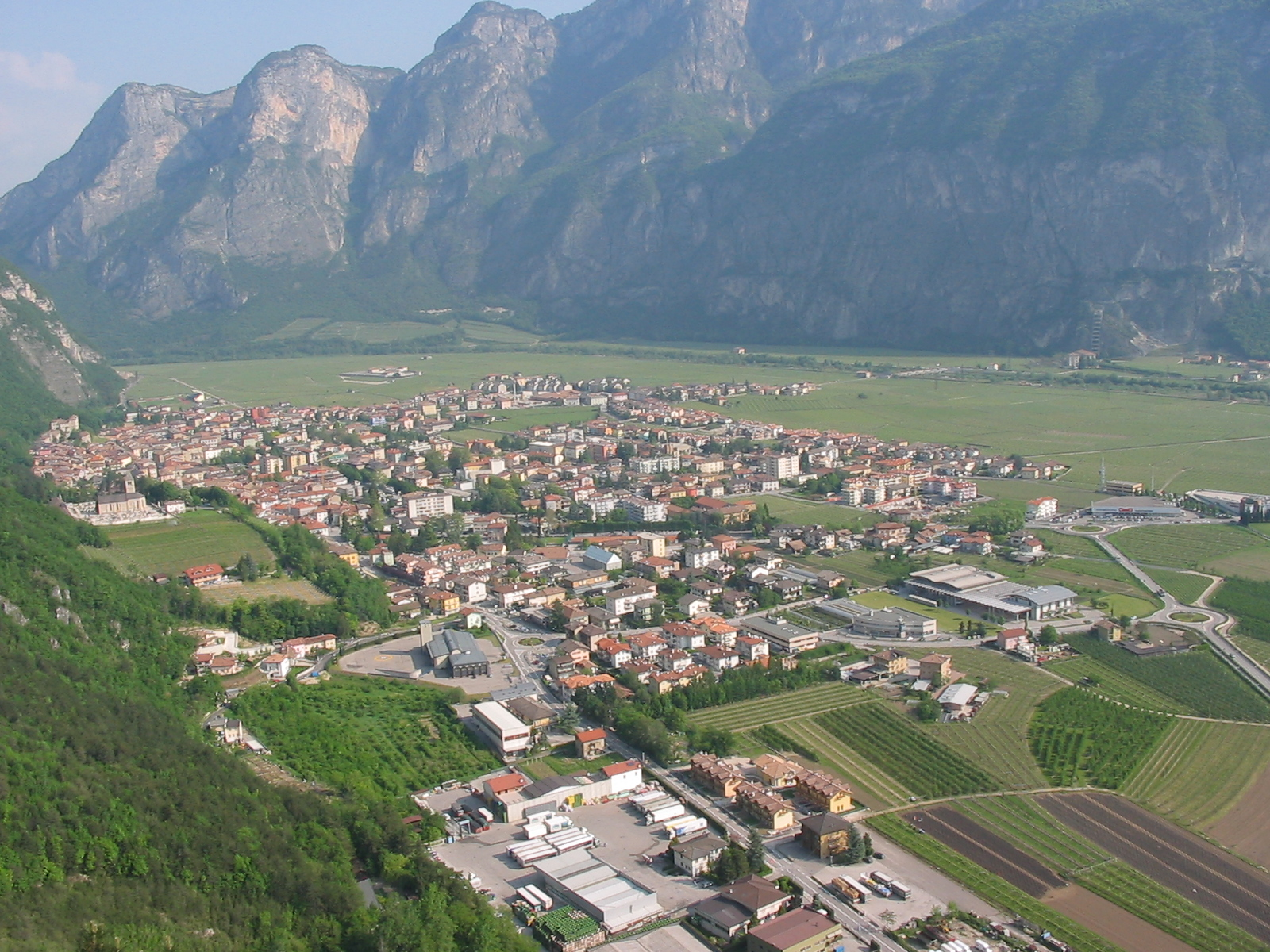
Mezzolombardo, culla della pallavolo trentina

Alla fine degli anni novanta il mondo pallavolistico della Provincia autonoma di Trento vedeva come massima espressione il Mezzolombardo Volley. La squadra, con sede nella cittadina della Piana Rotaliana, aveva conquistato nel 1997 l'accesso alla seconda divisione nazionale, la Serie A2. La squadra, conosciuta per esigenze di sponsor con il nome Itas Btb Mezzolombardo, dovette abbandonare il palazzetto domestico, e a causa delle nuove necessità di capienza si trasferì a Gardolo, frazione nella zona a nord di Trento. La formazione riuscì a conquistare la salvezza per tre stagioni consecutive, fino all'avvento del Nuovo Millennio.
Nel 2000 una società storica del volley italiano, la Porto Ravenna Volley, subisce un pesante dissesto finanziario, che le fece prendere la drastica decisione di cedere il proprio titolo sportivo per la massima serie nazionale, la Serie A1. La notizia venne subito recepita dal movimento pallavolistico provinciale, ed inizia a farsi strada l'idea di creare una società ad hoc per l'acquisto del titolo di Ravenna. Il progetto prese corpo il 23 maggio 2000, quando venne creata la società per azioni Trentino Volley. La scelta degli sponsor ricadde sull'Itas Assicurazioni, gruppo assicurativo locale conosciuto su tutto il territorio nazionale e già sostenitore della Mezzolombardo Volley, e sulla Diatec, una multinazionale dell'industria cartiera di proprietà dell'imprenditore trentino Diego Mosna. Allo stesso Mosna venne affidata la presidenza della neonata società, il cui nome completo nelle competizioni nazionali divenne Itas Diatec Trentino.
Due giorni dopo la fondazione, il 25 maggio, venne definitivamente acquistato il titolo sportivo di Ravenna, che ripartì come da regolamento dalla Serie B. La squadra di Mezzolombardo, invece, che aveva fatto da tramite nella transazione tra Trento e Ravenna, decise da ripartire dalla Serie C, cedendo a sua volta il suo titolo di partecipazione alla Serie A2 alla Pallavolo Piacenza, che curiosamente sarà l'avversaria principale dell'Itas nella corsa agli scudetti del 2008 e del 2009.
La nuova realtà pallavolistica, per aumentate esigenze di capienza, prese la normale decisione di abbandonare il palazzetto di Gardolo, e stabilì il suo campo di gioco al Palaghiaie di Trento, rinominato nel 2005 PalaTrento, la cui costruzione era terminata pochi giorni prima dell'esordio casalingo in Serie A1 nel campionato 2000-2001.

## I primi anni (2000-2007)

La prima rosa nella storia del Trentino Volley, stagione 2000-2001

La prima partita della storia della società venne disputa il 15 ottobre 2000 al PalaRaschi di Parma contro la Maxicono Parma. L'esordio nella massima serie nazionale si presentò come una vera e propria prova del fuoco, contro una delle formazioni più forti della storia pallavolistica nazionale; il risultato finale, infatti, vede la compagine trentina uscire sconfitta per 3 a 0. La prima gara casalinga, programmata per la 2ª giornata di campionato, venne disputata il 22 ottobre 2000 contro Padova, la formazione contro cui, insieme a Verona, viene disputato un derby per la tifoseria trentina. Il risultato finale vide la vittoria della squadra di casa con il risultato di 3 a 2.
Durante il campionato la Trentino Volley si mantenne nelle parti basse della classifica, senza rischiare però la retrocessione. Durante l'11ª giornata del girone d'andata, durante la partita contro la Sisley Treviso, l'allenatore Bruno Bagnoli dispose in campo un giocatore straniero in più rispetto alle regole predisposte per la valorizzazione del vivaio nazionale, e il risultato finale, sottoposto a provvedimento disciplinare, venne omologato per 0 a 3.

Con l'eliminazione nella fase preliminare della Coppa Italia e il 10º posto finale in classifica, che valse la salvezza, si concluse il primo campionato della storia della Trentino Volley.
La seconda stagione della squadra inizia con un'importante colpo di mercato: dal Roma Volley arriva Paolo Tofoli, palleggiatore della Nazionale che ha dato il via al periodo d'oro della pallavolo italiana. Durante questa stagione, terminata al nono posto, la squadra raggiunge il suo miglior risultato Coppa Italia, arrivando fino alla semifinale, dove però viene battuta da Cuneo.

Nell'edizione 2002-2003 del massimo campionato nazionale, con la denominazione Itas Grundig Trentino (unico cambio di nome nella sua storia), la formazione riesce a qualificarsi per la prima volta ai playoff scudetto, venendo però sconfitta dopo un duello conclusosi al tie-break del quinto decisivo incontro, dalla più esperta Kerakoll Modena.

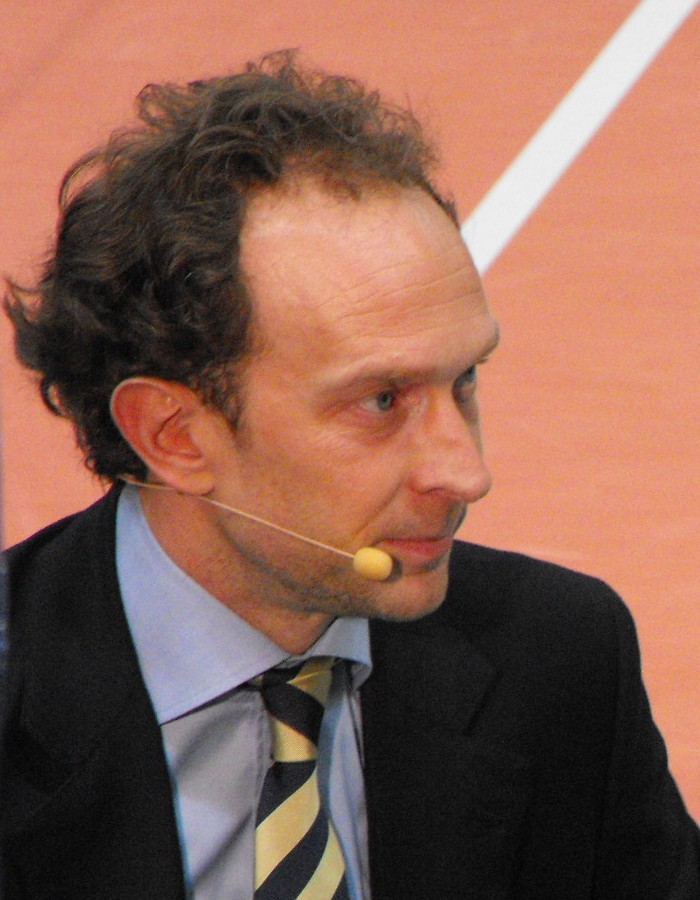
Lorenzo Bernardi

Nella stagione 2003-2004 la formazione viene rivoluzionata, e il nuovo sestetto viene costruito per il raggiungimento di ambiziosi traguardi. Innanzitutto la panchina viene affidata all'allenatore cuneese Silvano Prandi, e in squadra raggiungono Tofoli altri esponenti della generazione di fenomeni. Essi sono l'opposto Andrea Sartoretti e lo schiacciatore "indigeno" Lorenzo Bernardi, nominato Miglior giocatore del XX secolo. Durante la stagione la squadra illude i tifosi, raggiungendo il primo posto al termine della stagione regolare, con 22 vittorie e solo 4 sconfitte. Gli infortuni decimano però la squadra, che ai playoff è eliminata già nei quarti, in 4 partite dalla Rpa Perugia.
Il primo posto al termine della regular season 2003-2004 permette comunque alla squadra di partecipare, la stagione successiva, alla sua prima esperienza internazionale. La Trentino Volley, infatti, partecipa alla Top Teams Cup, che in quegli anni rappresentava, in ordine d'importanza, il secondo trofeo continentale. La formazione arriva fino al secondo turno, dove viene eliminata dagli olandesi dell'Ortec Rotterdam. L'eliminazione permise comunque ai trentini di continuare l'avventura europea; retrocessi in Coppa CEV raggiungono gli ottavi di finale, dove sono fermati sia all'andata che al ritorno dai Turchi dell'Halkbank Ankara.

In campionato la situazione non è delle migliori. A marzo la squadra si trova fuori dalla zona utile per i playoff, ed il presidente Diego Mosna prende la decisione di esonerare l'allenatore: per Silvano Prandi si tratta, ancora oggi, dell'unico esonero della carriera. La squadra viene avvidata al tecnico delle giovanili Andrea Burattini, e riesce a raggiungere l'ottavo posto in classifica, l'ultimo disponibile per disputare i playoff scudetto. L'avversaria è la Copra Piacenza, ma dopo aver vinto le prime due partite perde le tre gare successive, venendo ancora eliminata dalla lotta per il tricolore ai quarti di finale.2006-2007
Nuova rivoluzione della rosa per l'esordio nel campionato 2005-2006. La guida tecnica è affidata al brasiliano Radamés Lattari, che al suo primo anno conquista il sesto posto finale. In questa stagione i quarti di finale dei playoff venivano disputati al meglio delle tre gare, e dopo aver perso la prima gara, riesce a sconfiggere nei successivi incontri la più quotata Cimone Modena. Per la prima volta l'Itas raggiunge le semifinali, ma la corsa termina contro la Sisley Treviso alla quarta gara della serie.
Nella stagione successiva la squadra non va ai di là dell'ottavo posto e nei quarti di finale è sconfitta dalla Noicom Brebanca Cuneo, riuscendo però a portare ogni gara al tie-break.

Durante questo campionato viene però fallito il primo traguardo stagionale, l'accesso alla Coppa Italia 2006-2007. Questo a causa del 9º posto in classifica al termine del girone d'andata: la squadra si trovava a pari punti con il 7º e l'8º posto, ma il numero di vittorie e il quoziente punti la esclusero dalla manifestazione.

## La Trentino Volley e i tribunali
A partire dal 2007 il presidente Mosna e il general manager Giuseppe Cormìo, intrapresero delle campagne acquisti importanti, volte a portare la squadra ai massimi vertici della pallavolo italiana ed europea. Per acquistare alcuni giocatori importanti, però, si scontrarono con altri contendenti, con clausole contrattuali avverse e divieti federali. Questi problemi obbligarono la dirigenza trentina ad intraprendere delle costose azioni legali, coronate tutte da successo.

### Matej Kazijski

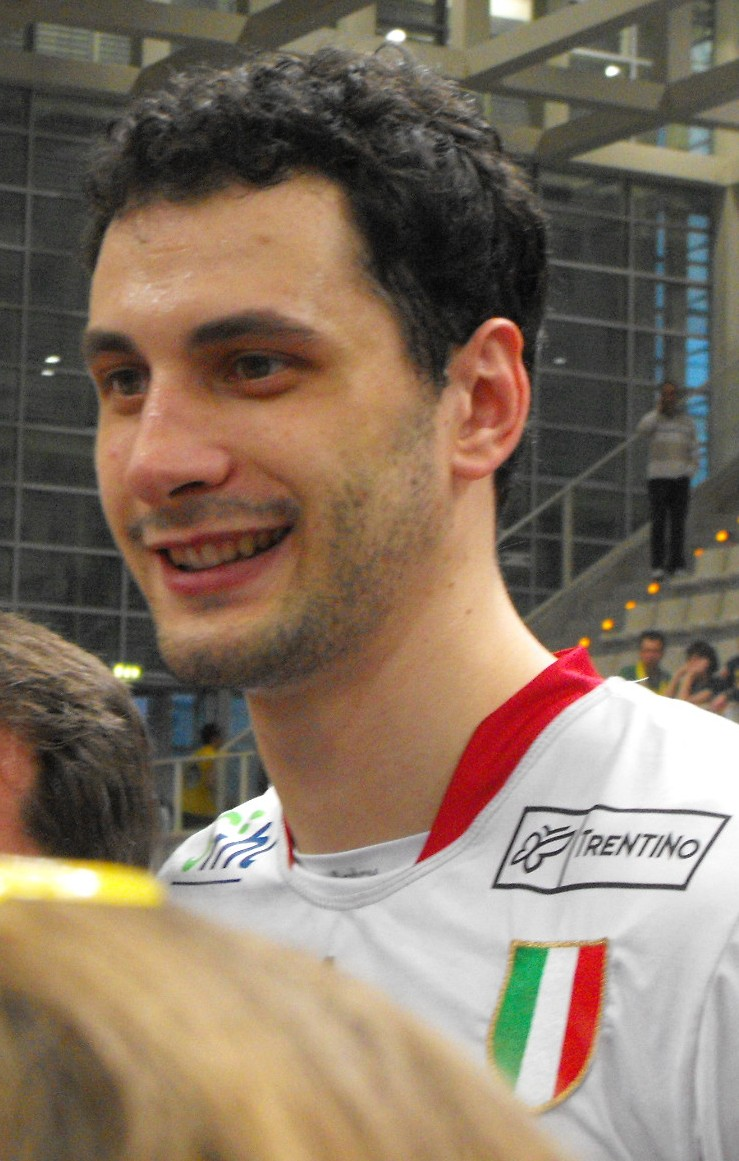
Matej Kazijski

La prima problematica che richese il ricorso agli avvocati è datata estate 2007. Per quella stagione il colpo Kazijski rappresento il più importante, quanto combattuto, colpo del mercato estivo. Matej Kazijski era uno schiacciatore-laterale proveniente dalla Bulgaria, e nel 2006 era stato giudicato Migliore giocatore europeo dell'anno.
Per raggiungere l'obiettivo la società svolse delle operazioni preliminari che le permisero di avere un sostanzioso vantaggio rispetto ai numerosi concorrenti: dalla Dinamo Mosca arrivarono l'allenatore bulgaro Radostin Stojčev, e il suo secondo, il trevigiano Sergio Busato. La squadra russa propose un importante rinnovo contrattuale per evitare di perdere il suo giocatore più rappresentativo, vista anche l'importanza attribuita a Kazijski dal neo allenatore moscovita Daniele Bagnoli.
Nonostante questo il giocatore, in parola con Trento già da novembre 2006, era fermamente intenzionato a giocare esclusivamente in Italia e con la maglia di Trento. L'affare fu molto complicato perché, nonostante sarebbe dovuto bastare il pagamento di una penale di circa 100 000 € per sciogliere il contratto in essere con la Dinamo Mosca, si scoprì successivamente l'esistenza di un altro contratto, firmato da Kazijski a 17 anni, che legava a vita l'atleta alla sua prima società di appartenenza, lo Slavia Sofia, che oltre a percepire parte del suo ingaggio avrebbe voluto essere pagata lautamente per poter cedere il cartellino di quello che in pratica veniva considerato come proprio giocatore.
Parallelamente al tentativo di Trento e dei suoi legali di liberare Kazijski dal legame con il suo vecchio club bulgaro, il suo presidente dello Slavia Sofia Seferinov aveva trovato un accordo economico per cedere Matej alla Copra Piacenza, senza alcun assenso del giocatore. Dopo una complicata ed interminabile trafila burocratica (condotta anche in prima persona dal giocatore) venne decretata l'illegittimità del contratto a vita con lo Slavia Sofia e la conseguente liberazione del giocatore: il 30 agosto 2007 fu possibile ufficializzare il suo passaggio a Trento.

### Tsvetan Sokolov

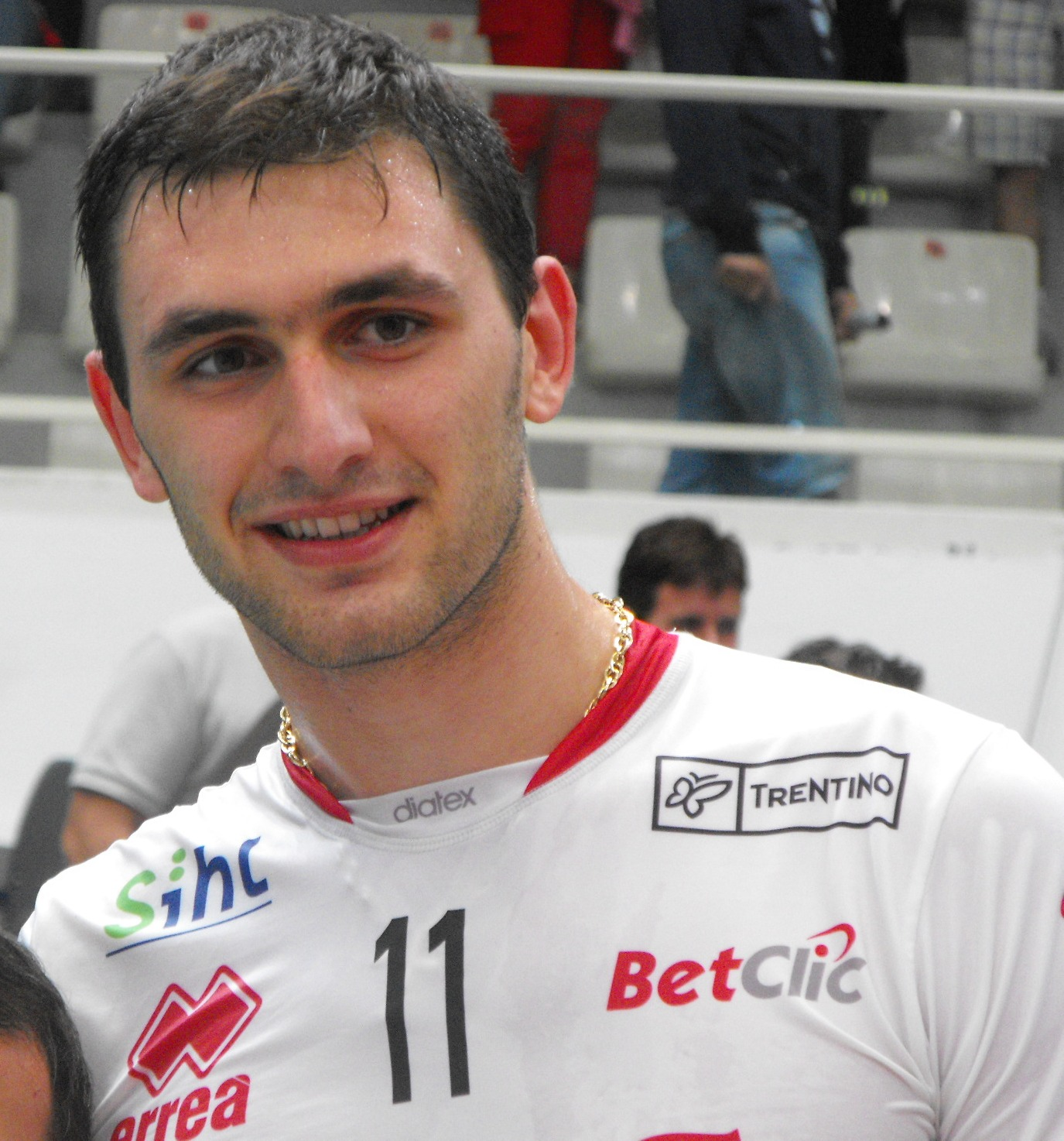
Tsvetan Sokolov

Dopo l'acquisto di Kazijski, che permise la conquista del primo scudetto della storia cittadina, la società decise di tornare a guardare in Bulgaria per scoprire nuovi giovani promettenti. Il giocatore era stato notato già prima del 2008 dal tecnico Radostin Stojčev, e tra il giocatore e la Trentino Volley venne raggiunto un accordo per un contratto triennale, datato febbraio 2008.
Il mese successivo la FIPAV emanò una normativa che vietava il tesseramento degli under-23 stranieri, con l'intento di proteggere e valorizzare i giovani italiani.

Diego Mosna intraprese un'azione legale volta a permettere il tesseramento del giovane opposto bulgaro: a suo dire la norma federale andava contro i trattati di libera circolazione del lavoro dell'Unione europea, oltre a considerare ingiusta la retroattività della norma federale. In primo grado vinse la società, in quanto il Tribunale di Trento obbligò la Federazione a permettere il tesseramento. In concomitanza con il ricorso della FIPAV, un intervento del presidente del CONI Gianni Petrucci, fece pendere l'ago della situazione verso le idee di Carlo Magri, presidente della FIPAV. Il tribunale trentino si dichiarò incompetente in materia, e la parola passò al TAR del Lazio.
La Lega Pallavolo Serie A, sostenitrice della squadra trentina, con l'intento di smorzare i toni ed uscire dalla trafila legale, propose delle linee guida per valorizzare i giovani italiani. La FIPAV accettò queste proposte e permise il tesseramento degli under-23 stranieri, con la clausola della contemporanea presenza in squadra di un under-23 italiano.

Il 22 luglio 2009, nell'ultimo giorno utile per il tesseramento dei giocatori per la stagione 2009-2010, fu possibile ufficializzare il passaggio di Sokolov a Trento.

### Osmany Juantorena

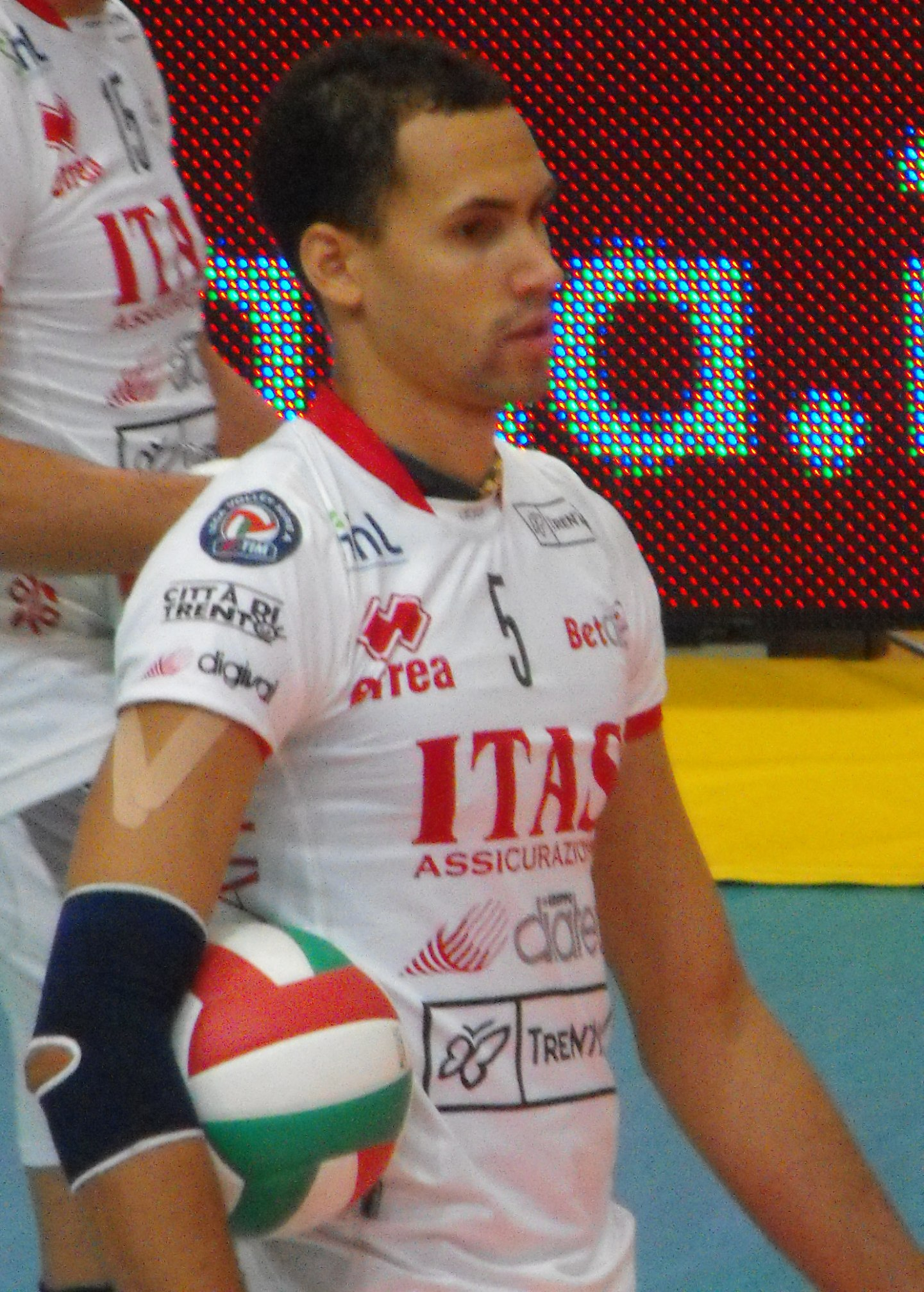
Osmany Juantorena

Osmany Juantorena è un giocatore cubano, nipote del campione olimpico a Montreal 1976 e attuale ministro dello sport di Cuba Alberto Juantorena.

Alla fine del 2006 venne accusato di aver assunto una sostanza dopante, ottenendo una squalifica per 2 anni. Il giocatore stesso non seppe mai di quale sostanza venne trovato positivo. Il suo ritorno in campo, previsto per novembre 2008 è durato però più del previsto, a causa del rifiuto della federazione cubana di concedere il trasferimento per giocare in Italia. Il rifiuto a concedere il permesso di giocare all'estero era dettato dal fatto che il giocatore era uscito regolarmente da Cuba.
Durante gli ultimi due anni di inattività il giocatore si trasferì a Trento, dove continuò ad allenarsi in previsione di un futuro ritorno in campo. La battaglia legale intrapresa dalla società trentina ottenne successo il 24 agosto 2009, con l'autorizzazione a giocare concessa dalla FIVB..

## La conquista dello scudetto

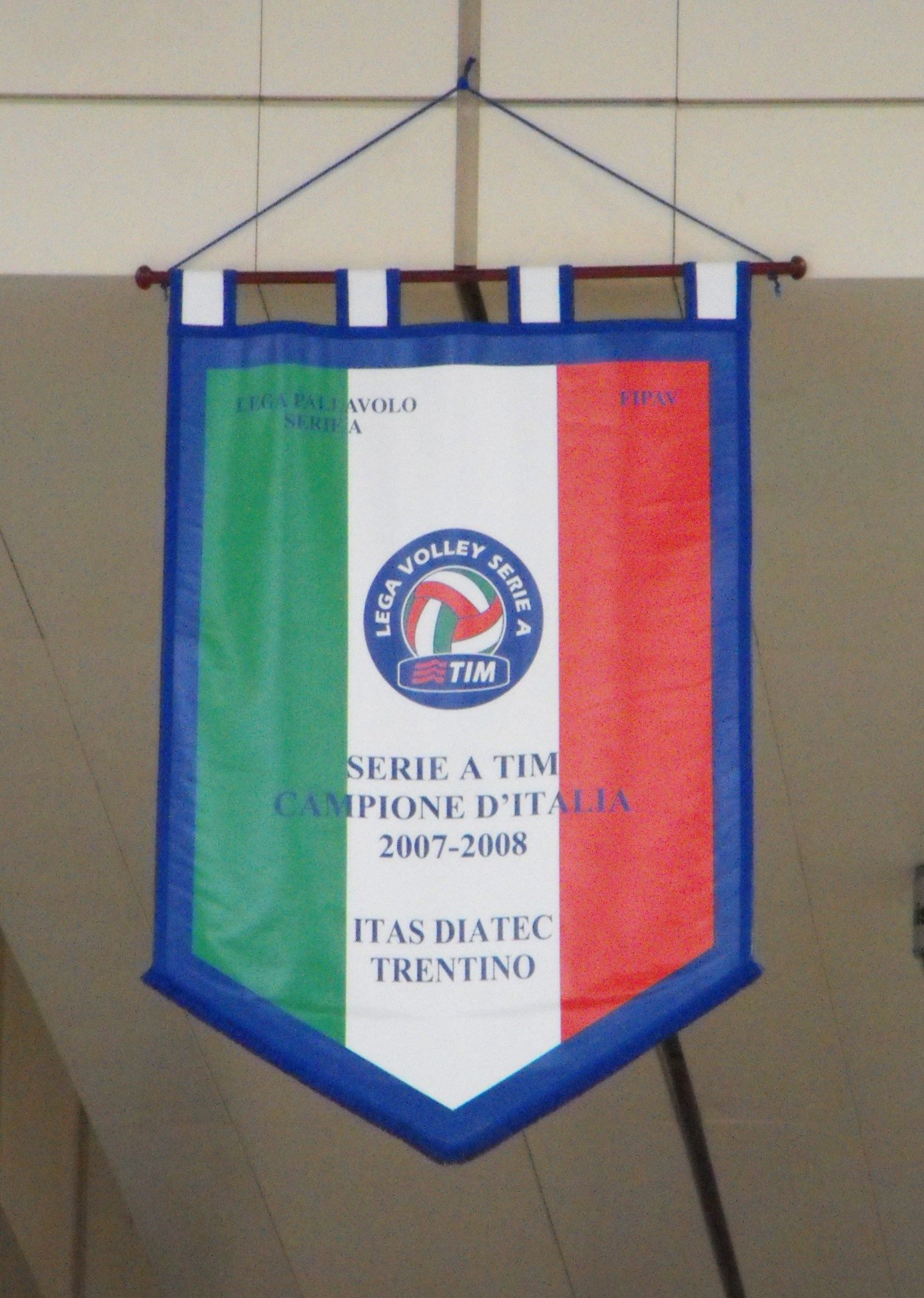
Il gonfalone tricolore al PalaTrento

Dopo una stagione conclusasi con l'ottavo posto e l'eliminazione nei playoff ai quarti di finale, la Trentino Volley decise di cambiare strategia, cercando di puntare su una squadra giovane e con giocatori di talento, in grado in pochi anni di lottare per lo scudetto.
Oltre al cambio di allenatore e l'acquisto di Matej Kazijski, la squadra vide l'arrivo di altri nomi importanti, tra i quali l'opposto bulgaro Vladimir Nikolov, il palleggiatore serbo Nikola Grbić e la sorpresa della pallavolo italiana, il marchigiano Emanuele Birarelli.
La stagione regolare si concluse con il primo posto; 59 punti frutto di 21 vittorie e 5 sconfitte. Tra le mura amiche la squadra vinse 12 delle 13 partite giocate durante la stagione regolare: solo la Sisley Treviso riuscì a violare il PalaTrento, dopo averla estromessa anche dalla Coppa Italia.

Il cammino nei playoff (che in questa stagione si giocarono al meglio delle 3 partite) della compagine trentina iniziò contro la Cimone Modena, che venne battuta sia in casa sia in trasferta.
In semifinale la squadra trentina affrontò la M. Roma Volley, squadra con cui Trento aveva sempre vinto; anche in questa fase la tradizione venne confermata, ed entrambe le partite videro la vittoria della compagine trentina per 3 a 0. La squadra si qualificò così per la prima finale della sua storia, dove l'avversaria a cui contendere lo scudetto fu la Copra Nordmeccanica Piacenza.
Il 1º maggio, in un PalaTrento tutto esaurito (si fece fatica infatti ad accontentare le numerosissime richieste dei tifosi trentini, di gran lunga superiori alla capienza dell'impianto sportivo), l'Itas Diatec mandò in delirio i suoi tifosi aggiudicandosi "gara 1" per 3-0. Il 4 maggio si giocò la seconda gara: i primi due set furono giocati in maniera impeccabile dalla squadra emiliana, salvo poi subire la rimonta dei trentini, che riuscirono a riportarsi in parità. Il tie-break, giocato punto a punto, se lo aggiudicò Piacenza, portando la serie sul 1-1 e rendendo in questo modo necessaria per l'assegnazione dello scudetto la terza gara.
Il 7 maggio 2008 la Trentino Volley batté Piacenza 3-0 davanti a 4.200 spettatori e si aggiudicò il titolo di Campione d'Italia; si garantì in questo modo, per la stagione 2008-2009, la partecipazione in Champions League.
Lo scudetto dell'Itas Diatec costituisce un record per la città di Trento: in nessun altro sport una squadra del capoluogo trentino era riuscita ad imporsi come Campione d'Italia. Si assistette a numerosi festeggiamenti, che per due giorni riempirono la città di bandiere e sciarpe gialloblù.

## Dall'Italia all'Europa

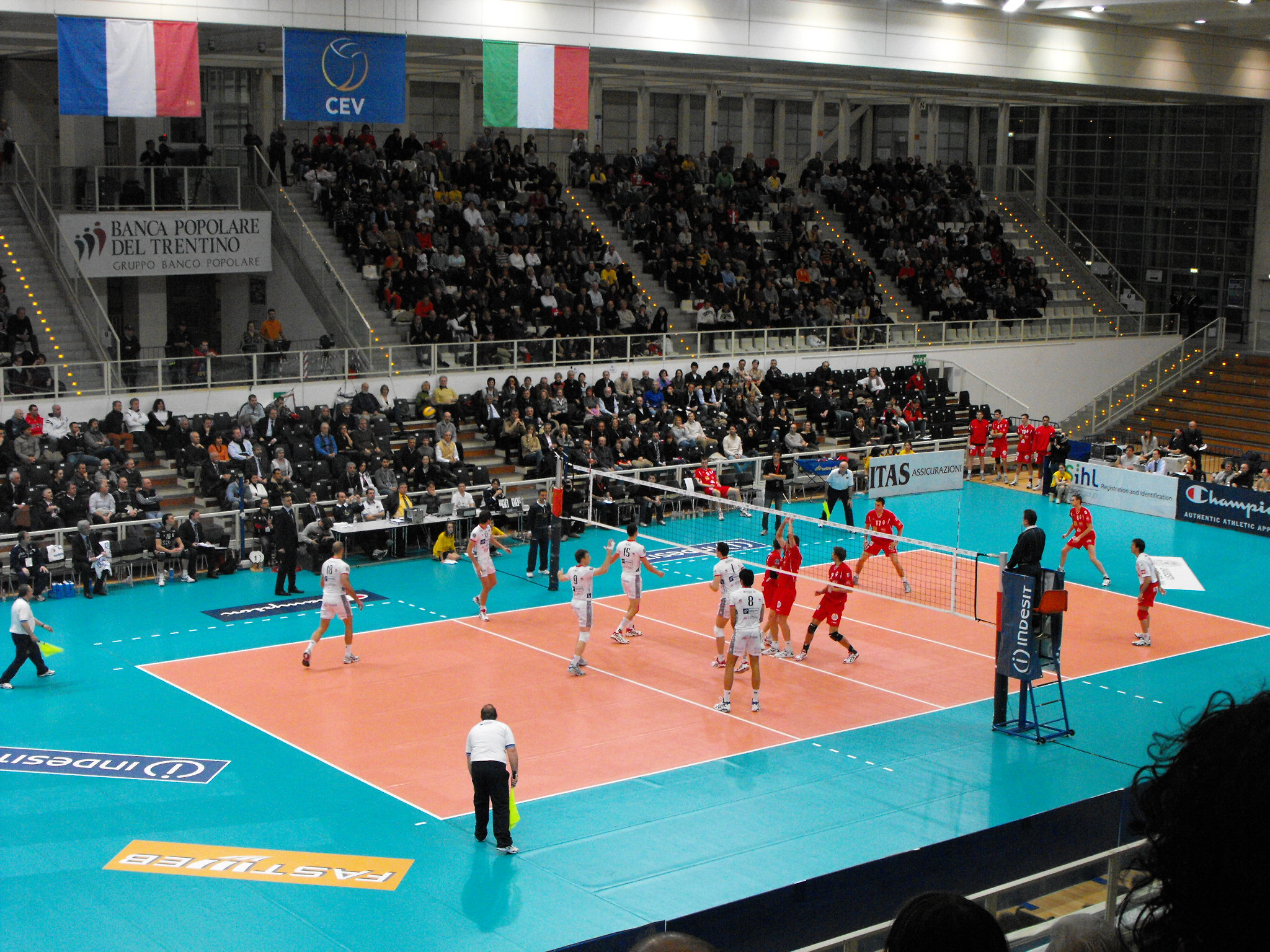
Trentino Volley-Beauvais Oise, fase a gironi della Champions League 2008-09

Per la stagione 2008-2009, che vide la Trentino Volley impegnata per la prima volta in Champions League e a difendere in campionato il titolo di Campione d'Italia, la società vendette a Cuneo due protagonisti della stagione trionfale dello scudetto: l'opposto bulgaro Vladimir Nikolov e il centrale italiano Gregor Jeroncic sostituiti dagli acquisti dei brasiliani Leandro Vissoto Neves da Taranto e da Riad Garcia da Latina al centro.
Altri acquisti furono il secondo palleggiatore polacco Łukasz Żygadło, il secondo opposto bulgaro Krasimir Stefanov, il ritorno dal prestito dello schiacciatore Antonio De Paola e l'inserimento in prima squadra del centrale trentino Nicola Leonardi proveniente dalle giovanili.
L'esordio in Champions League avvenne martedì 4 novembre 2008 con il successo per 3-0 ai danni degli sloveni dell'ACH Volley Bled. La qualificazione al turno successivo di coppa è stato centrato con due giornate d'anticipo sul completamento degli incontri del girone E, terminato poi senza sconfitte. Il filotto di imbattibilità europea continuò anche nei turni successivi, qualificando così la squadra alla Final Four, che venne disputata nella O2 Arena di Praga.

Primo avversario, per una semifinale tutta italiana, la Lube Banca Marche Macerata, sconfitta contro ogni pronostico in soli 3 set. La finale venne disputata il 5 aprile: la formazione trentina si laureò Campione d'Europa sconfiggendo, con il risultato di 3-1, l'Īraklīs Salonicco.
La stagione italiana, invece, era iniziata il 20 settembre 2008, dove al Nelson Mandela Forum di Firenze, si è svolta la sfida per l'assegnazione della Supercoppa Italiana. Di fronte, la Lube Banca Marche Macerata, vincitrice della Coppa Italia 2008. La partita è terminata 3-0 per i marchigiani, dopo un primo set conclusosi sul 36-34.

In campionato la squadra si qualificò al 2º posto al termine sia del girone d'andata sia di quello di ritorno. Nel primo caso ciò ha permesso la qualificazione alla Coppa Italia 2008-2009, dove però l'avventura terminò già nella prima partita dei quarti di finale, venendo eliminata dalla Sisley Treviso. Nel secondo caso il piazzamento ha permesso la qualificazione ai playoff scudetto. La squadra batté in successione Vibo Valentia e Cuneo, ma dopo cinque gare (l'ultima, in un PalaTrento tutto esaurito, terminata 13-15 al tie-break) dovette consegnare lo scudetto alla Copra Nordmeccanica Piacenza..

## Dall'Europa al Mondo

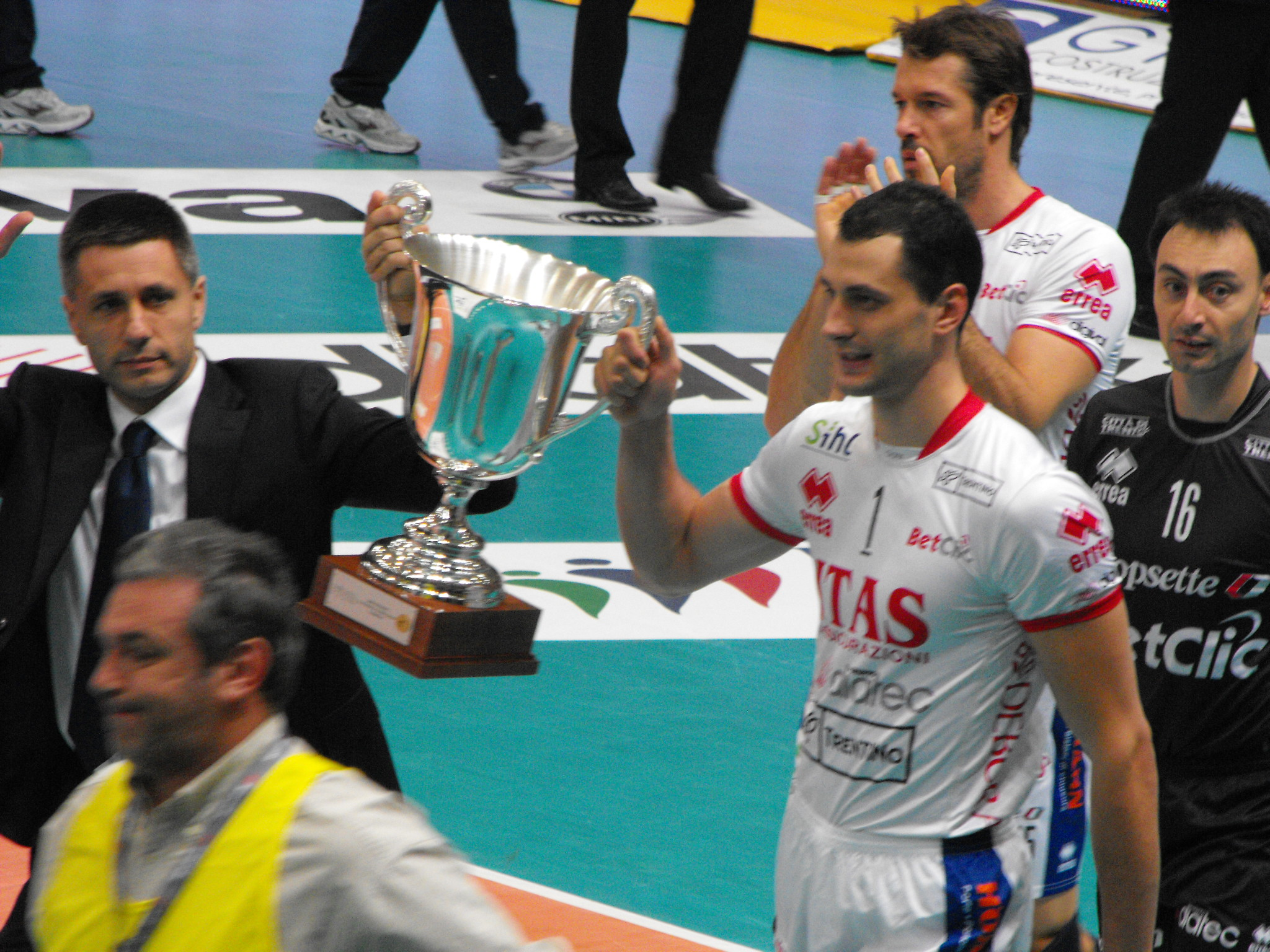
Allenatore e capitano presentano la Coppa del Mondo al PalaTrento

Il titolo di Campione d'Europa ha permesso alla Trentino Volley di essere invitata dalla FIVB a disputare la Coppa del Mondo per club FIVB, massimo torneo mondiale per una squadra di club, che venne ripristinato dopo una sosta di ben 17 anni. Per la prima volta si è deciso di introdurre la Golden Formula, una modalità di gioco già utilizzata da diversi anni in Qatar. Questa regola prevede che il primo attacco di ogni squadra venga effettuato solo da seconda linea. Nelle intenzioni degli organizzatori questa novità dovrebbe rendere più lunghe ed entusiasmanti le azioni di gioco.
L'avventura nella Coppa del Mondo per club FIVB iniziò ufficialmente il 31 ottobre, giorno della partenza della squadra. La comitiva si è ritrovata davanti al PalaTrento, dove oltre trenta tifosi hanno salutato la partenza dei giocatori in direzione dell'Aeroporto di Milano-Malpensa. La formazione è arrivata a Doha alle 8.45, accolta dal comitato organizzatore, dai membri della FIVB e da Andrea Zorzi.
Dopo aver vinto tutte e tre le partite del proprio girone contro i campioni d'Africa dello Zamalek SC per 3-1, i russi dello Zenit Kazan al tie-break e i campioni del Nord e Centro America dei Plataneros de Corozal per 3-0, i campioni d'Europa sono approdati in semifinale, dove hanno battuto agevolmente i campioni d'Asia del Payakan Teheran per 3-0.
Domenica 8 novembre 2009 la Trentino Betclic ha battuto in finale, con il risultato di 3-0 i polacchi dello Skra Bełchatów laureandosi Campioni del Mondo per Club. La squadra, al ritorno in città, è stata accolta in piazza da oltre centocinquanta tifosi, nonostante fosse passata la mezzanotte.
In campionato la marcia della squadra è continuata senza cali, e il primo posto alla fine del girone d'andata ha portato in dote la qualificazione alla Coppa Italia. Dopo aver vinto il quarto di finale in casa (il 30 dicembre 2009 contro Perugia) la formazione gialloblù si è trasferita, esattamente un mese dopo,  al PalaMadigan di Montecatini Terme per disputare la Final Four. Più di 600 tifosi hanno seguito la squadra in Toscana, che il 30 gennaio 2010 hanno assistito alla vittoria per 3 a 0 sui rivali storici di Modena. La gara finale contro Cuneo, giocata il giorno dopo, si è rivelata un match avvincente ed equilibrato, vinto dai trenini con il risultato di 3 a 1. Si è trattata della prima vittoria della squadra in Coppa Italia, che porta con sé la possibilità di disputare la prossima Supercoppa italiana (l'unico trofeo mancante nel palmarès trentino) e la prossima edizione della Champions League (la terza di fila).

## Le formazioni vincenti

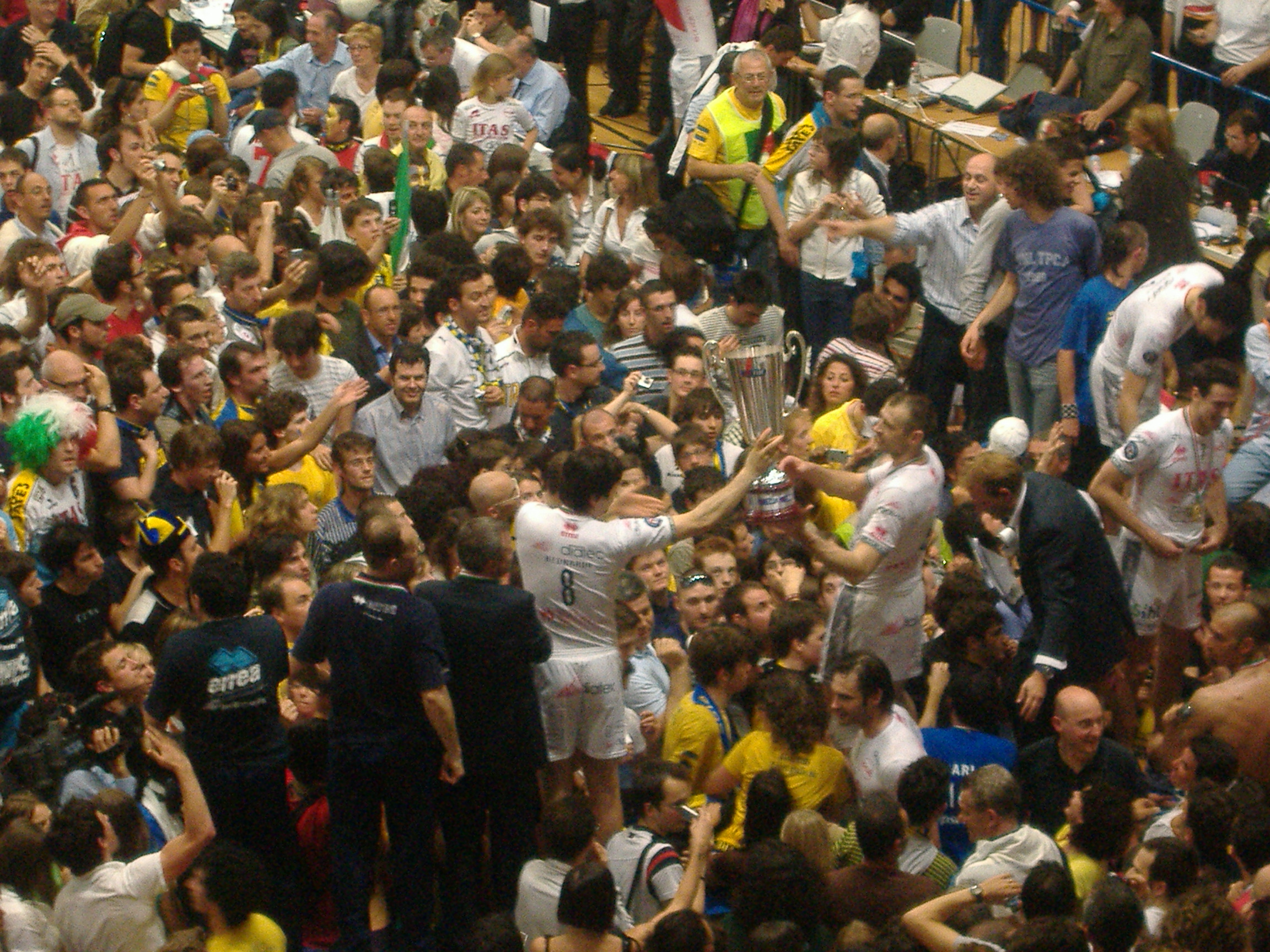
Festa in campo per la vittoria dello scudetto 2008

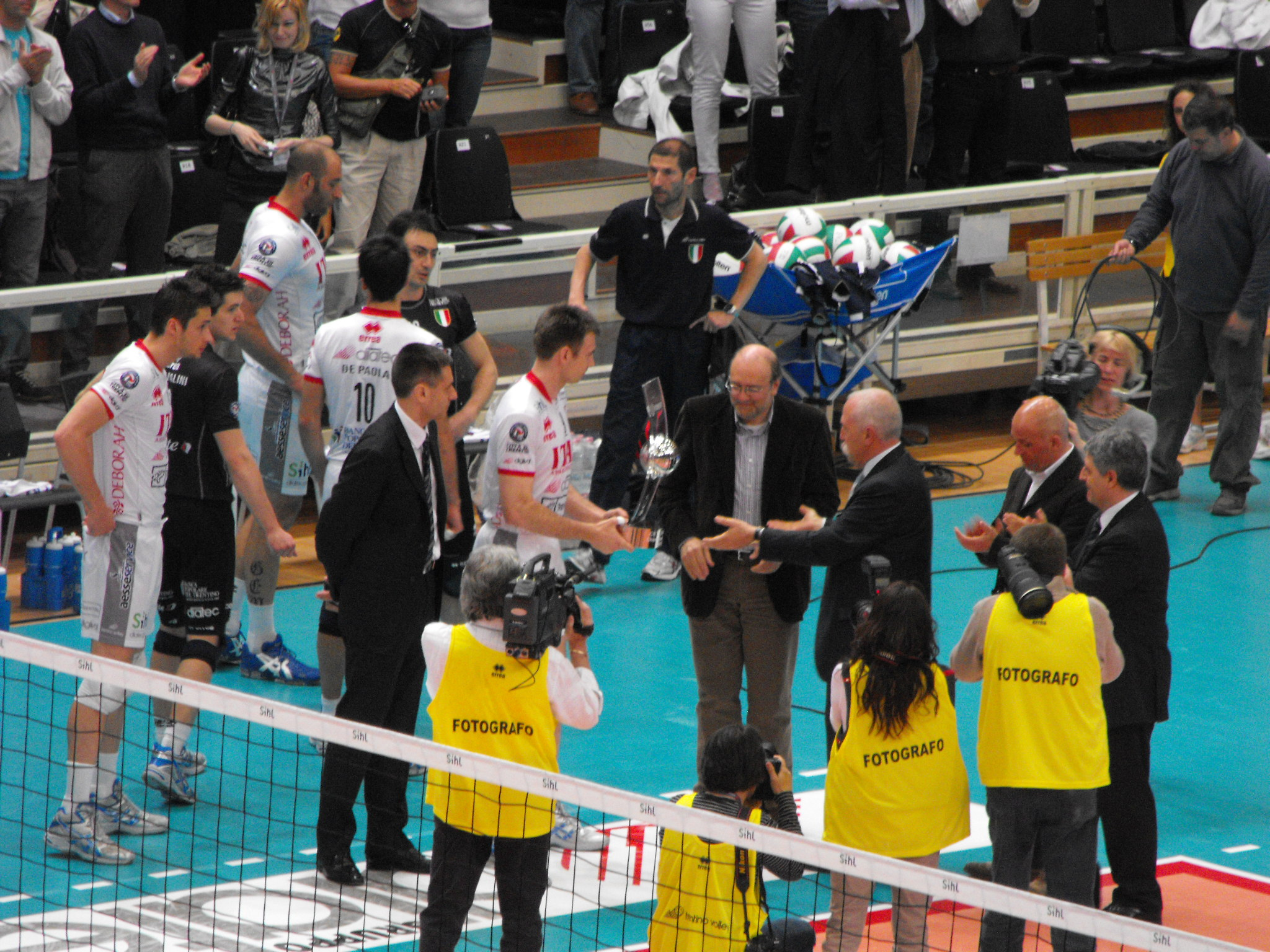
Champions League presentata al PalaTrento alle autorità

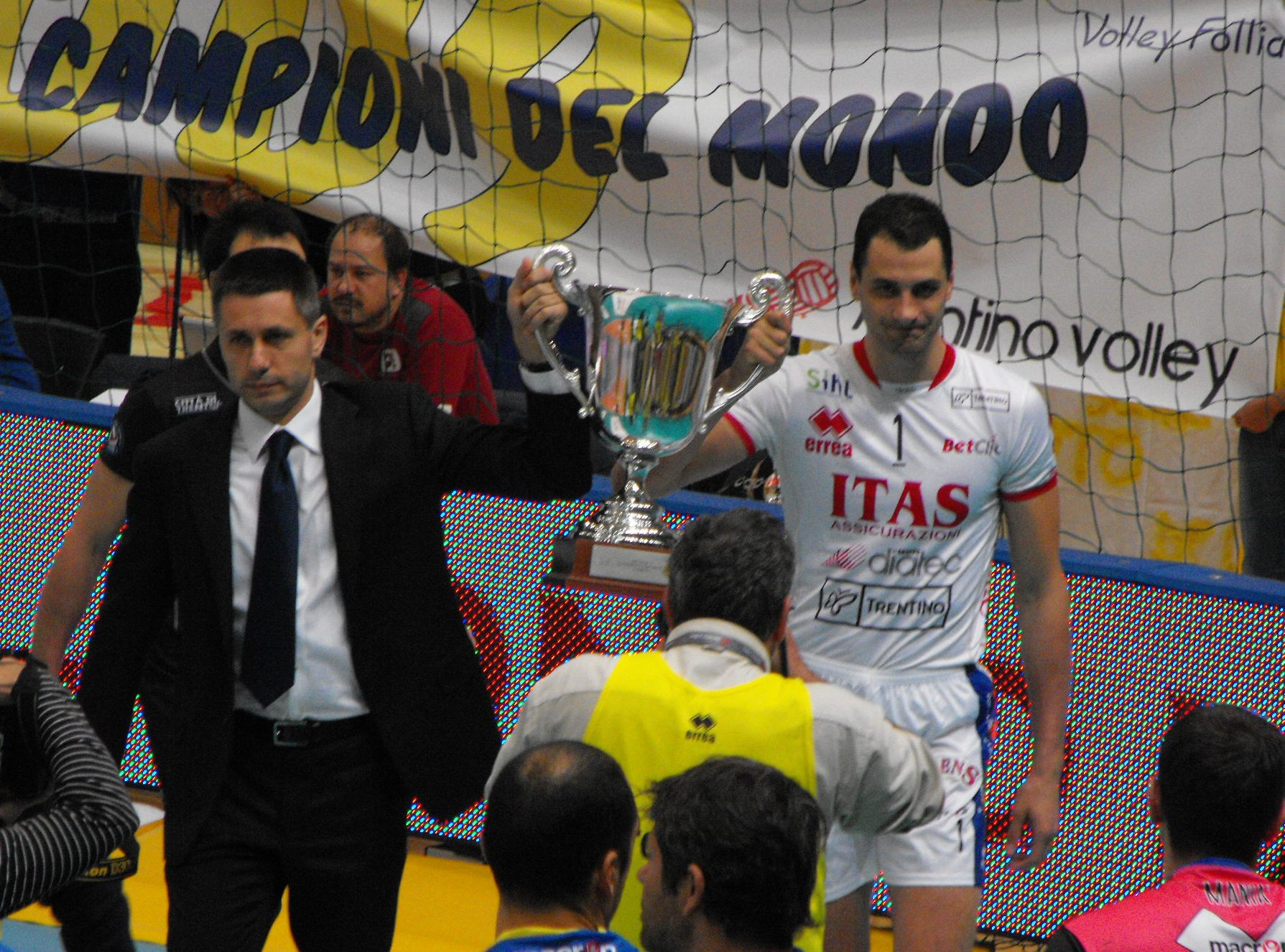
Giro di campo della Coppa del Mondo per club

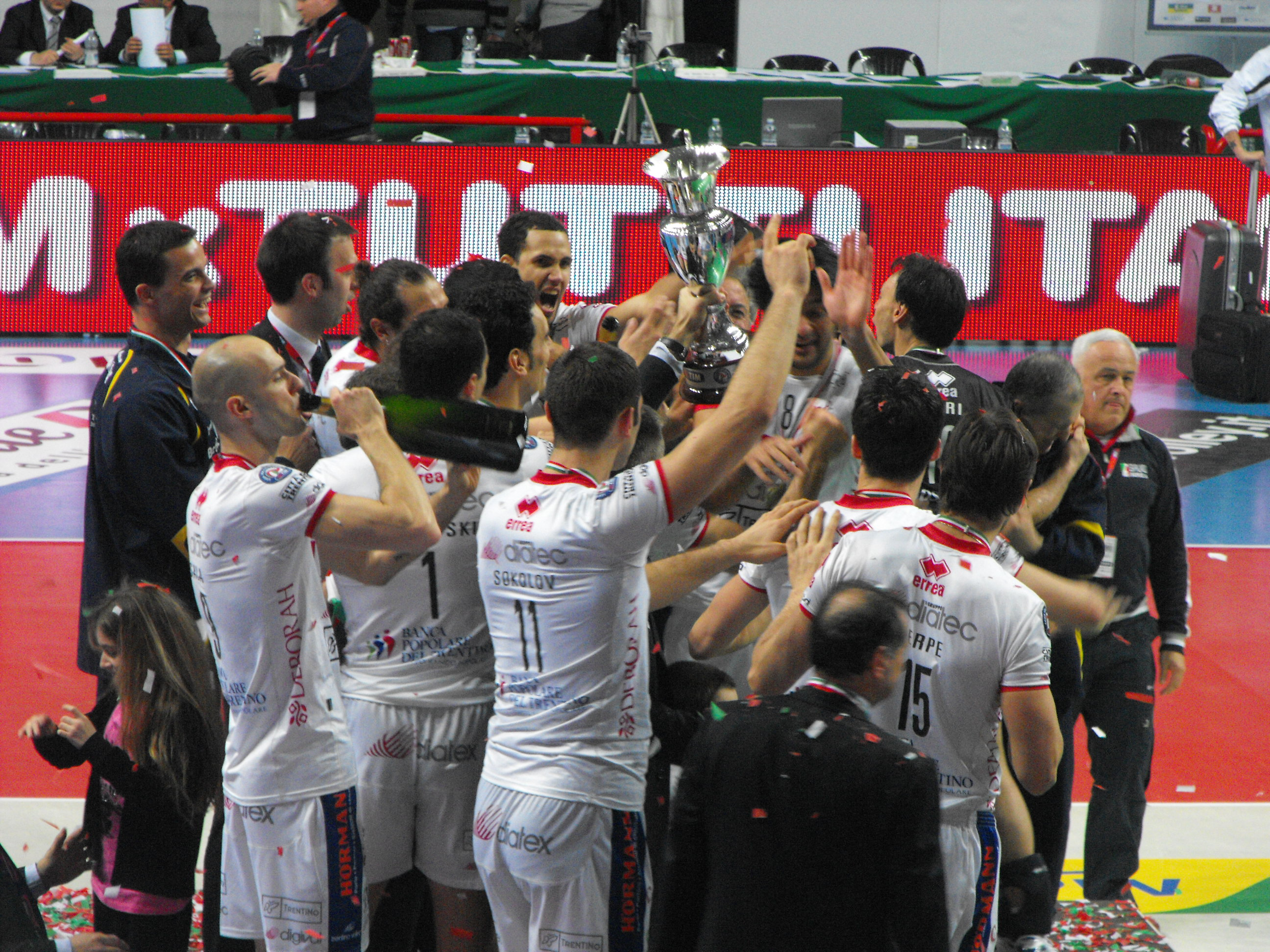
Consegna della coppa Italia al PalaMadigan

- Nikola Grbić  -  Palleggiatore
- Matej Kazijski  -  Schiacciatore
- Michał Winiarski  -  Schiacciatore
- Vladimir Nikolov  -  Opposto
- Emanuele Birarelli  -  Centrale
- Gregor Jerončić  -  Centrale
- Andrea Bari  -  Libero
- Radostin Stojčev  -  Allenatore

- Nikola Grbić  -  Palleggiatore
- Matej Kazijski  -  Schiacciatore
- Michał Winiarski  -  Schiacciatore
- Leandro Vissotto  -  Opposto
- Emanuele Birarelli  -  Centrale
- Riad Garcia  -  Centrale
- Andrea Bari  -  Libero
- Radostin Stojčev  -  Allenatore

- Raphael de Oliveira  -  Palleggiatore
- Matej Kazijski  -  Schiacciatore
- Osmany Juantorena  -  Schiacciatore
- Leandro Vissotto  -  Opposto
- Emanuele Birarelli  -  Centrale
- Andrea Sala  -  Centrale
- Andrea Bari  -  Libero
- Radostin Stojčev  -  Allenatore

- Raphael de Oliveira  -  Palleggiatore
- Matej Kazijski  -  Schiacciatore
- Osmany Juantorena  -  Schiacciatore
- Leandro Vissotto  -  Opposto
- Emanuele Birarelli  -  Centrale
- Andrea Sala  -  Centrale
- Andrea Bari  -  Libero
- Radostin Stojčev  -  Allenatore